# Полікоро
Полікоро (італ. Policoro) — муніципалітет в Італії, у регіоні Базиліката,  провінція Матера.
Полікоро розташоване на відстані близько 400 км на південний схід від Рима, 90 км на південний схід від Потенци, 55 км на південь від Матери.
Населення — 17 196 осіб (2014).
Покровитель — Madonna del Ponte.

## Демографія
Населення за роками:

Станом на 1 січня 2023 року в муніципалітеті офіційно проживали 1862 іноземці з 51 країни, серед них 772 громадяни країн Євросоюзу та 28 громадян України.

## Клімат
| POLICORO         | Місяці | Місяці | Місяці | Місяці | Місяці | Місяці | Місяці | Місяці | Місяці | Місяці | Місяці | Місяці | Пора | Пора | Пора | Пора | Рік  |
| POLICORO         | Січ    | Лют    | Бер    | Кві    | Тра    | Чер    | Лип    | Сер    | Вер    | Жов    | Лис    | Гру    | Зим  | Вес  | Літ  | Осі  | Рік  |
| ---------------- | ------ | ------ | ------ | ------ | ------ | ------ | ------ | ------ | ------ | ------ | ------ | ------ | ---- | ---- | ---- | ---- | ---- |
| Темп. макс. (°C) | 12.0   | 13.6   | 15.8   | 18.9   | 23.1   | 27.8   | 31.1   | 31.0   | 27.3   | 22.5   | 18.2   | 14.2   | 13.3 | 19.3 | 30   | 22.7 | 21.3 |
| Темп. мін. (°C)  | 3.6    | 4.5    | 6.8    | 9.0    | 12.9   | 16.9   | 19.4   | 19.8   | 17.2   | 13.5   | 9.5    | 5.3    | 4.5  | 9.6  | 18.7 | 13.4 | 11.5 |

## Сусідні муніципалітети
- Ротонделла
- Сканцано-Йоніко
- Турсі